# 김말련
김말련(金末蓮, 1963년 6월 28일 ~ )은 대한민국 여자 농구 국가대표팀 선수였다. 포지션은 슈팅 가드였다.
1982년 효성여자고등학교를 졸업하고 실업팀 서울신탁은행에 입단했다. 농구대잔치 시절 정확한 3점슛으로 동방생명, 태평양화학, 국민은행, 코오롱 등 강호들의 틈바구니에서 약체로 분류되던 소속팀을 두 시즌(1987-88, 1988-89) 연속 준우승으로 이끌었다. 특히 동방생명과의 챔피언 결정전에서 최경희와 펼쳤던 치열한 3점슛 대결은 당시 매스컴의 주목을 받기도 했다. 1988년 6월에는 국민은행 간판 3점슈터 신기화의 부상 덕분에 생애 처음으로 국가대표팀에 추가 선발되어 그해 9월 시작된 서울 올림픽에 출전하였다. 10월 홍콩에서 열린 아시아 여자 농구 선수권 대회에도 참가, 대한민국이 중국을 꺾고 금메달을 획득하는 데 기여를 하였다.
소속팀 서울신탁은행의 연속 준우승을 견인하면서 실업 7년차 만에 처음으로 대회 베스트 5에도 선정되었던 1988-89 농구대잔치를 끝으로 현역에서 완전히 은퇴하였다.
현재 평범한 가정주부로서 대전에 거주 중이다.

## 경력
- 효성여자고등학교
- 서울신탁은행